# Can Déu (Anglès)
Can Déu és una masia del municipi d'Anglès inclosa en l'Inventari del Patrimoni Arquitectònic de Catalunya. Edifici aïllat de dues plantes i coberta de dues aigües a façana. És en el pendent d'un turó, per la qual cosa existeixen uns aterrassaments amb contraforts tant a sobre com a sota del mas. La planta baixa té dues obertures rectangulars, fetes de pedra i obra. Una d'elles, la principal, té com a llinda una biga de fusta. Al parament lateral dret, a ponent, hi ha restes d'un forn semicircular amb coberta d'un vessant. El primer pis té tres obertures. Hi ha una finestra petita a la part dreta, una finestra més gran, emmarcada de rajol i amb llinda de biga de fusta i, a la part esquerra, una finestra d'arc de mig punt emmarcada de rajols amb balcó no emergent i impostes marcades de rajol. La teulada és simple i senzilla i, encara que durant els anys 70-80 es va fer una reforma a la teulada, hi ha una part del sostre que està enfonsada. A la banda dreta de la façana, on també s'entreveuen antigues finestres actualment tapades, hi ha dos tirants de ferro que aguanten l'estructura. Immediatament adossat al costat esquerre de la casa hi ha una estructura de rajols de dues plantes i teulada d'un sol vessant a façana que feia funcions de paller i magatzem.